# نيوينغتون (جورجيا)
نيوينغتون (بالإنجليزية: Newington, Georgia)‏ هي بلدة تقع في مقاطعة سكريفين، جورجيا بولاية جورجيا في الولايات المتحدة. تبلغ مساحتها 2.1 (كم²)، وترتفع عن سطح البحر 43 م، بلغ عدد سكانها 322 نسمة في عام 2000 حسب إحصاء مكتب تعداد الولايات المتحدة وتصل الكثافة السكانية فيها 153.3 نسمة/كم2.

## أعلام
- روي سي

## وصلات خارجية
- The US50 - Cities and Towns in Georgia State
- Georgia Cities and Towns, Facts, Map, Flag, Colleges, Government, and More